# Castellnou de Bages
Castellnou de Bages es un municipio situado en la comarca del Bages, en la provincia de Barcelona (España). En la actualidad la población está dispersa por el territorio en masías o en nuevas urbanizaciones. El terreno es accidentado y boscoso.

## Geografía humana

### Organización territorial
El municipio comprende las entidades singulares de población de Castellnou de Bages, Argensola, La Figuerola, Pinedes de Castellnou y El Serrat de Castellnou.

## Demografía
Castellnou de Bages cuenta con una población de 1430 habitantes (INE 2024).
| Gráfica de evolución demográfica de Castellnou de Bages entre 1842 y 2021                                             |
| |
| Población de derecho según los censos de población del INE. Población de hecho según los censos de población del INE. |

## Lugares de interés
- San Andrés de Castellnou: Iglesia románica restaurada.
- Torre de Castellnou.
- Museo del Maquis